# Leslie Norman
Pour les articles homonymes, voir Norman.
Leslie Norman, parfois nommé Les Norman, est un réalisateur, producteur, monteur et scénariste britannique, né le 23 février 1911 à Londres, ville où il est mort le 18 février 1993.

## Biographie
Il débute au cinéma en 1930 comme monteur, fonction qu'il exerce sur vingt-neuf films, jusqu'en 1949. Comme réalisateur, après une première expérience en 1939, il met en scène neuf autres films entre 1955 et 1968. Il est aussi scénariste (trois films, dont deux réalisés par lui) et producteur (huit films, de 1949 à 1959, le dernier également comme réalisateur). Pour la télévision, il réalise de nombreux épisodes de séries britanniques bien connues entre 1964 et 1979 (dont Le Saint et, ultime contribution, Le Retour du Saint).

## Filmographie partielle

### Au cinéma

#### Comme réalisateur
- 1939 : Too Dangerous to Live (en), avec Sebastian Shaw, Torin Thatcher (coréalisateur : Anthony Hankey)
- 1955 : La Nuit où mon destin s'est joué (The Night My Number Came Up), avec Michael Redgrave, Alexander Knox, Denholm Elliott
- 1956 : X l'Inconnu (X : The Unknown), avec Dean Jagger, Leo McKern
- 1957 : The Shiralee, avec Peter Finch, Rosemary Harris, Niall MacGinnis (+ scénariste)
- 1958 : Dunkerque (Dunkirk), avec John Horsley, Lionel Jeffries
- 1959 : Summer of the Seventeenth Doll, avec Ernest Borgnine, Anne Baxter (+ producteur)
- 1961 : La Patrouille égarée (The Long and the Short and the Tall), avec Laurence Harvey, Richard Todd, Richard Harris
- 1961 : Spare the Rod (en), avec Donald Pleasence, Geoffrey Keen
- 1962 : Mix Me a Person (en), avec Anne Baxter, Donald Sinden, Adam Faith
- 1968 : Le Peuple des abîmes (The Lost Continent), avec Eric Porter, Hildegard Knef (non crédité, coréalisateur : Michael Carreras)

#### Comme producteur
- 1949 : De la coupe aux lèvres (A Run for your Money) de Charles Frend (+ scénariste)
- 1951 : Quand les vautours ne volent pas (en) (Where no Vultures fly) de Harry Watt (+ scénariste)
- 1952 : La Merveilleuse Histoire de Mandy (Mandy) d'Alexander Mackendrick
- 1953 : La Mer cruelle (The Cruel Sea) de Charles Frend
- 1954 : À l'ouest de Zanzibar de Harry Watt

#### Comme monteur
- 1934 : I Spy (en) d'Allan Dwan
- 1937 : The Perfect Crime (en) de Ralph Ince
- 1937 : Who killed John Savage ? (en) de Maurice Elvey
- 1938 : Everything happens to me (en) de Roy William Neill
- 1938 : They Drive by Night d'Arthur B. Woods
- 1940 : Hoots Mon ! (en) de Roy William Neill
- 1940 : The Case of the Frightened Lady (en) de George King
- 1941 : Le Premier Ministre (The Prime Minister) de Thorold Dickinson
- 1946 : La route est ouverte (The Overlanders) de Harry Watt (superviseur du montage)
- 1947 : Frieda de Basil Dearden
- 1947 : Nicholas Nickleby (en) d'Alberto Cavalcanti
- 1949 : Eureka Stockade (en) de Harry Watt

### À la télévision

#### Comme réalisateur
- 1964-1969 : Le Saint (The Saint) :
  - Saison 3, épisode 2 Lida (1964), épisode 7 Charmante Famille (The Loving Brothers, 1964) et épisode 18 Les Griffes du tigre (The Sing of the Claw, 1965)
  - Saison 4, épisode 1 Sabotage (The Chequered Flag, 1965), épisode 3 Le Champion (The Crooked Ring, 1965) et épisode 7 Les Coupeurs de diamants (The Saint Birds Diamonds, 1965)
  - Saison 5, épisode 2 Intermède à Venise (Interlude in Venice, 1966), épisode 4 La Révolution (The Reluctant Revolution, 1966), épisode 6 Un drôle de monstre (The Convenient Monster, 1966), épisode 7 Le Diamant (The Angel's Eye, 1966), épisode 11 Ultra secret (Paper Chase, 1966), épisode 12 Le Fugitif (Locate and Destroy, 1966), épisode 16 Les Championnes (The Fast Women, 1967), épisode 17 Le Jeu de la mort (The Death Game, 1967), épisode 20 Les Faux-monnayeurs (The Counterfeit Countess, 1967), épisode 22 Le Trésor mystérieux (Island of Chance, 1967) et épisode 25 Un vieil ami (The Power Artist, 1967)
  - Saison 6, épisode 6 Les Mercenaires (The Organization Man, 1968), épisode 7 Le Sosie (The Double Take, 1968), épisode 9 Chinoiseries (The Master Plan, 1968) et épisode 21 Les Rivaux (The World Beater, 1969)
- 1966 : Alias le Baron ou Le Baron (The Baron), épisode 1 Immunité diplomatique (Diplomatic Immunity), épisode 8 Pour usage de faux (The Persuaders) et épisode 30 Adieu au passé (Farewell to Yesterday)
- 1969 : Les Champions (The Champions), épisode 14 La Recherche (The Search)
- 1969 : Première série Chapeau melon et bottes de cuir (The Avengers), Saison 6, épisode 27 Haute Tension (Thingumajid) et épisode 33 Bizarre (titre original)
- 1970 : Département S (Department S), épisode 23 Une arme qui peut détruire le monde (A Small War of Nerves), épisode 25 Un jeune homme de 60 ans (Spencer Bodily is Sixty Years Old) et épisode 28 La Soupe du jour (The Soup of the Day)
- 1971-1972 : Amicalement vôtre (The Persuaders !), épisode 8 Le Mot de passe (Anyone can play, 1971), épisode 9 Un drôle d'oiseau (The Old, the New and the Deadly, 1971), épisode 12 L'un et l'autre (That's me over there, 1971), épisode 14 Entre deux feux (The Man in the Middle, 1971), épisode 18 L'Enlèvement de Lisa Zorakin (Nuisance Value, 1972) et épisode 19 Le Lendemain matin (The Morning After, 1972)
- 1978-1979 : Le Retour du Saint (The Return of the Saint), épisode 4 Chasse à l'homme (One Black September, 1978), épisode 5 Le Village perdu (The Village that sold its Soul, 1978), épisode 10 Le Choix impossible (The Armageddon Alternative, 1978), épisode 15 Les Collectionneurs (The Debt Collectors, 1978) et épisode 22 Sabotage (Dragonseed, 1979)